# 卡里尔诉碳酸烟球公司案
卡里尔诉碳酸烟球公司案（Carlill v Carbolic Smoke Ball Company [1892]）是由英格兰和威尔士上诉法院作出的一项英国合同法判决。该判决指出，包含奖励条款的广告可以构成具有约束力的要约，任何履行条款的人应视作承诺对其承诺。 本案主题奇特，法官（尤其是法官林德利勋爵和法官鲍文勋爵）创造的法律具有里程碑意义。本案是英美法中最著名的案件之一。卡里尔案经常作为入门的合同案例讨论，且往往是法律系学生学习合同法时遇到的第一个案例。
该案涉及一种“石碳酸烟球”，该产品据称可以用于治疗流感。制造商的广告称，如果消费者发现该产品不起作用，将获得100英镑奖励。100磅在当时是一笔相当可观的收入。法院将该广告解释为一项要约，消费者购买使用烟球则视为对该要约的承诺。买方无需通知卖方，双方间的合同即成立。据此，法院认为该公司受到该广告的约束。上诉法院认为，成立合同的基本要素本案中全部具备，包括要约、承诺、约因以及建立法律关系的意图。

## 事实
碳酸烟球公司生产了一种名为“烟球”的产品，声称它可以治疗流感。（据估计，1889—1890年流感大流行当时造成約100万人死亡。）该产品是一种连着管子的橡皮球，球里装满了石碳酸（或苯酚）。使用方法是将管子插入使用者的鼻腔，再从底部挤压放出烟雾。这会导致流涕，看起来好像是排除了病毒感染。
1891年11月13日，该公司在蓓尔美尔街报和其它报纸上刊登了广告。广告称将如说明所说，向任何在使用其产品后仍感染流感的人支付100英镑（相当于2019年的1.1万英镑）。
|  | 据随烟球一起提供的指引称： “任何在两周间、每天三次使用碳酸烟球的人，若仍感染了瘟疫流感或因着凉生病，将会获得100英镑的赔偿。” “为表诚意，我们已经将1000英镑存入摄政街的安联银行（英語：Alliance Bank）。” “在上次流感大流行中，我们销售了数千个用于预防这种疾病的碳酸烟球。使用了碳酸烟雾球的人中，没有确诊病例。” “每个烟雾球可供一个家庭使用数个月，烟球是应对这种疾病最经济的手段。”只需10先令，免邮费。烟球用尽后，可以花5先令重新充满。购买地址：“碳酸烟球公司”，伦敦汉诺威广场王子街27号。 |

路易莎·伊丽莎白·卡里尔（英語：Mrs Louisa Elizabeth Carlill）受广告影响，购买了烟球。她以每天三次的频率使用该产品近两个月，而她在1892年1月17日仍罹患流感。随即，她向碳酸烟雾球公司索要100英镑的赔偿。她当事务律师的丈夫向该公司去了两封信函，可没有收到公司的回复。卡里尔夫人第三次提出索赔请求后，该公司回复了一封匿名信。在这封信中，该公司称如果正确使用烟球，他们对该产品的效果有充分的自信。但“为了使本公司免受欺诈性索赔”，公司要求卡里尔夫人每天在该公司的办公室中使用该产品，并且由秘书监督。卡里尔夫人就该索赔向法院提起诉讼。
她的她的出庭律师提出，该诉求的权利基础是这则广告。这则广告是卡里尔夫人与碳酸烟球达成的合同条款，所以该公司应支付赔偿。而该公司辩称这并不是一个经过审慎思考的合同。

## 判决
由H·H·阿斯奎斯代理的碳酸烟球公司在王座法庭初审失利。该公司提起上诉。上诉法院一致认为该公司与卡里尔夫人签订了一个具有完整法律约束力的合同，驳回了该公司的请求。三位法官给出的理由大致如下：
1. 该广告并不是对任何人的要约，而是仅限于对广告中所载条款采取行动的人的要约；
2. “使用烟雾球”成就即是对该要约的承诺，无需通知要约人；
3. 购买或仅使用这个烟雾球就足以是良好的对价。因为用户在该公司授意下使用烟雾球已经无疑付出了代价，同时更多的人因看了该广告而购买烟雾球对该公司显然是有利的；
4. 该公司作出“1000英镑已经存入银行”的声明已表达出愿受法律约束的经过审慎思考的意图。[3]

## 重要意义
在普通法的合同法领域，尤其在涉及单方合同时，碳酸烟球案是一个重要的案例被反复引用。这或许是由于被告的策略——运用所有可能的方法进行辩护，并要求法庭在审判过程中依次解决所有的争点。
在研究合同的基本原则和该原则与生活的关系时，本案是一个重要的样本。同时，其一个优秀的判例，至今依然约束着英格兰和威尔士的下级法院，常为法官正面引用。今天，相同的案件事实除了可以请求合同救济外，还允许请求一些额外的法定救济，个人若以同样的方式发布广告会受到法律制裁。
欧盟《保护消费者免受不公平交易条例》对商业行为的诚实信用作了规制。具体包括规制欺诈行为，强制要求商家提供一些应当公开的信息，禁止不正当的商业行为等。1987年消费者保护条例将一些严重侵害消费者权利的行为定义为刑事犯罪。该法还创设了一项严格责任，即若商家销售瑕疵商品导致受伤、死亡或造成了100英镑以上的损失，该商家应当承担侵权责任。该条款是遭受上述损失的用户维权的主要途径。自20世纪初，许多国家的法律和侵权法便已建立起了类似的产品责任制度。
在晚近的美国纽约南区联邦地区法院作出的一项判决中，伍德法官指出，
|  | 长期以来，法学院的必修课中，碳酸烟球案不仅仅因其中“那个滑稽甚至有点神秘的物品”而声名远扬。……该案在规范单方要约方面作出的进步更为人所熟知。 |

为得到电视广告中展示的战机，伦纳德起诉了百事可乐公司。按照活动规则，若能得到足够数量的“百事点数”，点数持有人就能换得一架喷气式飞机。而据判决，因百事可乐的广告并非一个经过审慎思考的要约，伦纳德不能得到这架飞机。收集“百事点数”可能换得别的许多奖励，但是换得战斗机纯粹是一个玩笑。伍德法官指出该案与碳酸烟球案数个方面的区别。显然，并非所有广告行为都具有合同法意义上审慎思考的要素。

## 结果
本案判决后，罗伊设立了一个新的有限责任公司，重新开始做广告。许多人在阅读这份判决后认为，碳酸烟球公司会因卷入大量的诉讼而破产。且该公司并非有限责任公司，公司责任人罗伊可能会因承担了公司的连带责任而破产。在本案上诉法院的审理中，公司的律师芬莱（Finlay QC）将上述理由作为被告义务的抗辩。他指出可能有一万名使用了烟球的人窥伺着这100磅的赔偿。对这个公司来说，如此高额的赔偿可能最终会以滑稽的闹剧收场。但事实是，什么也没有发生。1893年2月25日的《伦敦新闻画报》报道称，狡猾的罗伊把本案的损失转变成某种优势。罗伊先生在采访中介绍了这份备受指责的广告，他说，
|  | 因这则广告，我们销售了数千个碳酸烟球，但是只有三个人向我们索要那100磅赔偿。这说明吸碳酸烟球这种宝贵的疗法能防范和治疗流感。碳酸烟雾球公司承诺，为每位购买了该产品后仍罹患流感的顾客支付200磅的赔偿。 |

罗伊采纳法律建议，在这些小广告上印了一些限制性条款，如必须连续使用3个月碳酸烟雾球后才能请求索赔等。后来，罗伊将该公司交给了新的股东和董事经营，他们改变了这种颇具侵略性的广告策略。1895年，该公司又一次经历了严重的危机，最终在1896年解散。辛普森指出，该公司的新股东没有抓住卖假药成功的关键——做成功的广告。1899年6月3日，罗伊因肺结核和心脏病去世，享年57岁。
在本案初审中失利的被告律师H·H·阿斯奎斯，后来出任英国首相。
原告路易莎·卡里尔一直活到96岁。据她的医生乔瑟夫·M·亚曼称，她于1942年3月10日与世长辞，主要是因为年老体衰。而流感也是她去世的原因之一。

## 推荐阅读
卡里尔诉碳酸烟雾球公司一审